# Thurn- und Taxishaus

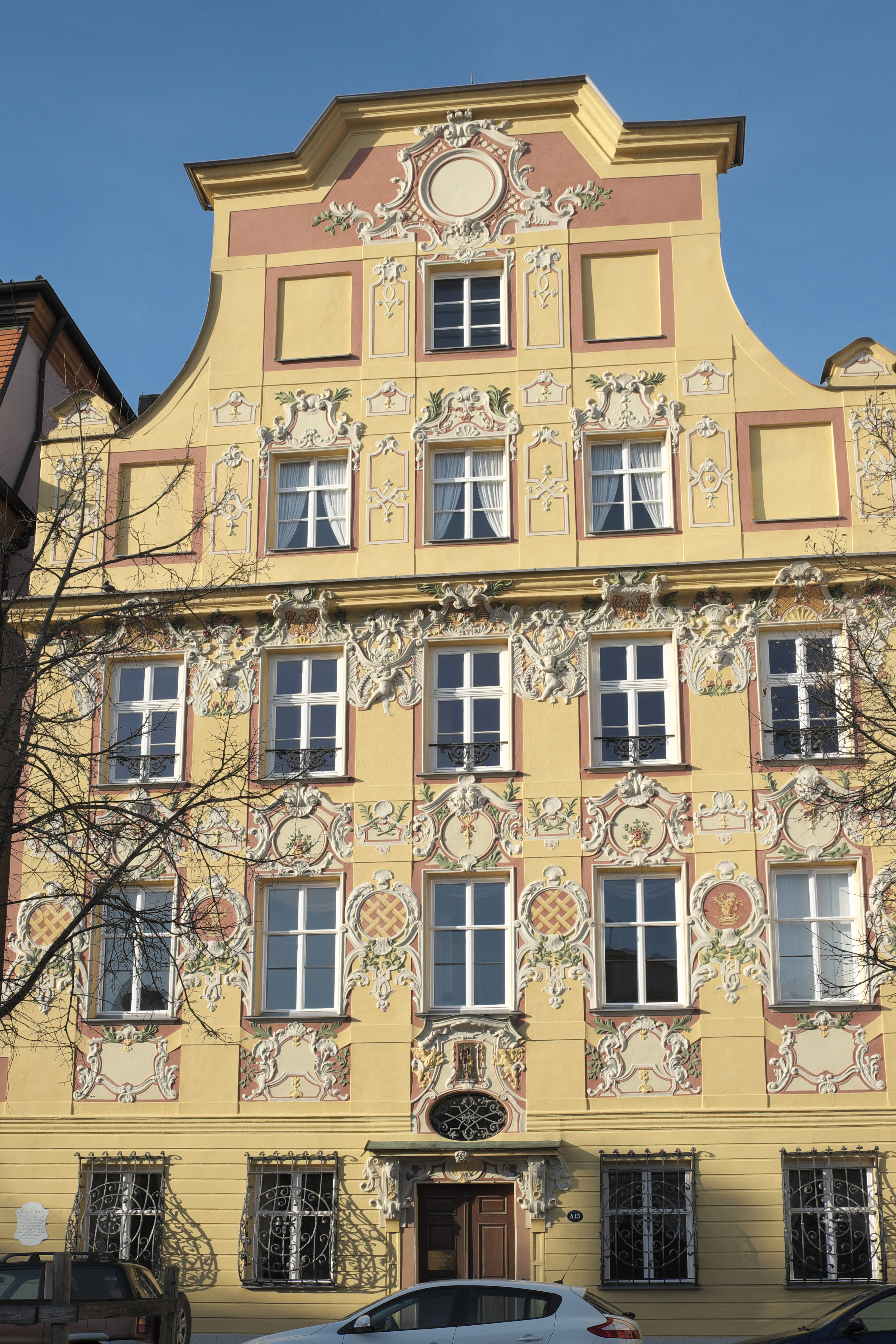
Thurn- und Taxishaus in Neuburg an der Donau

Das Thurn- und Taxishaus in Neuburg an der Donau, einer Großen Kreisstadt und Sitz der Kreisverwaltung des oberbayerischen Landkreis Neuburg-Schrobenhausen, wurde um 1730 erbaut. Das ehemalige Adelspalais am Karlsplatz A 13 ist ein geschütztes Baudenkmal.

## Beschreibung
Das dreigeschossige Wohnhaus besitzt einen reichen Stuckdekor an der Fassade. Das Haus mit fünf Achsen und zweigeschossigem Giebel wird über dem Portal mit Oberlicht von einer Nische geschmückt, in der sich eine Madonna mit Kind befindet.